# Средний Изяк
Средний Изяк (баш. урта Иҙәк) — упразднённый посёлок на территории Благовещенского района Республики Башкортостан Российской Федерации. Включён в состав в 2005 году в состав деревни Нижний Изяк Изяковского сельсовета.

## География

### Географическое положение
Расстояние (на 1 января 1969 года
- районного центра (Благовещенск): 29 км,
- центра сельсовета (Верхний Изяк): 6 км,
- ближайшей ж/д станции (Загородная): 19 км.

## История
Закон «О внесении изменений в административно-территориальное устройство Республики Башкортостан в связи с образованием, объединением, упразднением и изменением статуса населенных пунктов, переносом административных центров» от 20 июля 2005 года N 211-з постановил:

ст. 2. Объединить следующие населенные пункты с сохранением наименований:

4) в Благовещенском районе:

деревню Нижний Изяк, поселок Средний Изяк, поселок Малый Изяк Изяковского сельсовета, установив объединённому населенному пункту тип поселения — деревня, с сохранением наименования «Нижний Изяк»

## Население
По переписи 1939 года проживали 81 человек, 36 мужчин, 45 женщин.
По переписи 1959 года проживали 59 человек, из них 30 мужчин, 29 женщин.
На 1 января 1969 года проживали 64 человека, преимущественно марийцы.